# Endémie
Ne doit pas être confondu avec endémisme.
Une endémie est la présence habituelle d'une maladie dans une région ou une population déterminée.
Dans l'ordre d'importance, en fonction du nombre de personnes infectées — ou des zones géographiques affectées —, il y a l'endémie, l'épidémie et la pandémie.[source insuffisante]

## Exemples
- L'hépatite A est endémique en Thaïlande.
- La bilharziose est une endémie parasitaire propre aux zones tropicales et subtropicales, là où l'on trouve le parasite.